# Мординов, Авксентий Егорович
Авксентий Егорович Мординов (1910—1993) — первый якутский учёный-философ, доктор философских наук, профессор; Заслуженный деятель науки РФ.

## Биография
Родился 23 февраля (10 февраля по старому стилю) 1910 года в ныне Усть-Амгинском наслеге Таттинского улуса в бедной семье Егора Дмитриевича Мординова и Феодосии Михайловны. 
В возрасте девяти лет поступил в Чычымахскую начальную школу, затем продолжил обучение в Черкехской семилетней школе. 
В 1929—1930 годах занимался журналистской деятельностью, был ответственным секретарём газеты «Эдэр большевик». 
В 1930 году окончил Якутский педагогический техникум и поступил в Московский институт философии, литературы и истории, который окончил в 1934 году. По поручению Московского горкома и Центрального комитета комсомола участвовал в проведении всеобуча в Московской области.
В конце 1934 года Мординов вернулся на родину и с этого времени занимался педагогической деятельностью, преподавая философию: с 1936 года был заведующий кафедрой философии Якутского педагогического института (по совместительству работал ученым секретарем Научно-исследовательского института языка и культуры при Совете народных комиссаров Якутской АССР), с 1956 года — заведующий кафедрой философии Якутского государственного университета. 
Вместе с П.А. Ойунским стоял у истоков создания первого учреждения академической науки республики — Института языка и культуры при Совете народных комиссаров ЯАССР, был ученым секретарем института.
В 1940 году защитил кандидатскую диссертацию на тему «Диктатура пролетариата и национальная культура»; в 1954 году — докторскую, тема «Социалистическое содержание и национальная форма советской культуры народов СССР».
Умер А. Е. Мординов 1 ноября 1993 года. Его именем названа Таттинская гимназия.

## Семья
Братья и сестра:
- Николай Егорович Мординов, писатель.
- Трофим Егорович Мординов (род. в 1915), участник Великой Отечественной войны; после демобилизации окончил Якутский педагогический институт, работал завучем в школе и в ПТУ, директором школы, заведующим Алексеевского районного отдела образования. Заслуженный учитель Якутской АССР.
- Сестра — Татьяна Егоровна Мординова (род. в 1918), учительница. Воспитала двух дочерей: родную — Ольгу и приемную — Зою[2].

1-й брак — Мария Ивановна Мординовна (ум. в 1944). В семье было четверо детей: три дочери и сын.
- Дочь — Галина Авксентьевна Мординова, кандидат филологических наук, педагог, Почетный работник высшего профессионального образования РФ.
  - Внук[3] — Дмитрий Иванович Соловьев, исполнительный директор Отделения Русского географического общества в Республике Саха (Якутия), директор АУ РС(Я) «Музейный комплекс «Моя история»[4]. Его жена, Кема Владимировна Соловьева, работает в Администрации главы Республики Саха (Якутия). Трое детей.

2-й брак — Ольга Всеволодовна Ионова (1911—1962), историк, специалист по истории и этнографии Якутии, дочь этнографа, лингвиста Всеволода Михайловича Ионова (1851—1922) и Марии Николаевны Андросовой (1864—1941), этнографа, фольклориста, первой женщины-олонхосутки (сказительницы).

## Награды
- Награждён двумя орденами Трудового Красного Знамени, орденом «Знак Почета» и медалями.[7]
- Лауреат Государственной премии имени П. А. Ойунского.[8]

## Память
В 1999 году алмазу весом в 73,57 каратов присвоено имя «Профессор Авксентий Мординов».
Студентам вузов, находящихся на территории Республики Саха (Якутия), присуждается именная стипендия имени А.Е.Мординова
Лицей, который находится в Таттинском улусе, в селе Ытык-Кюёль, носит имя А.Е.Мординова. В этом же селе именем А.Е.Мордвинова названа улица.